# Musica carnatica

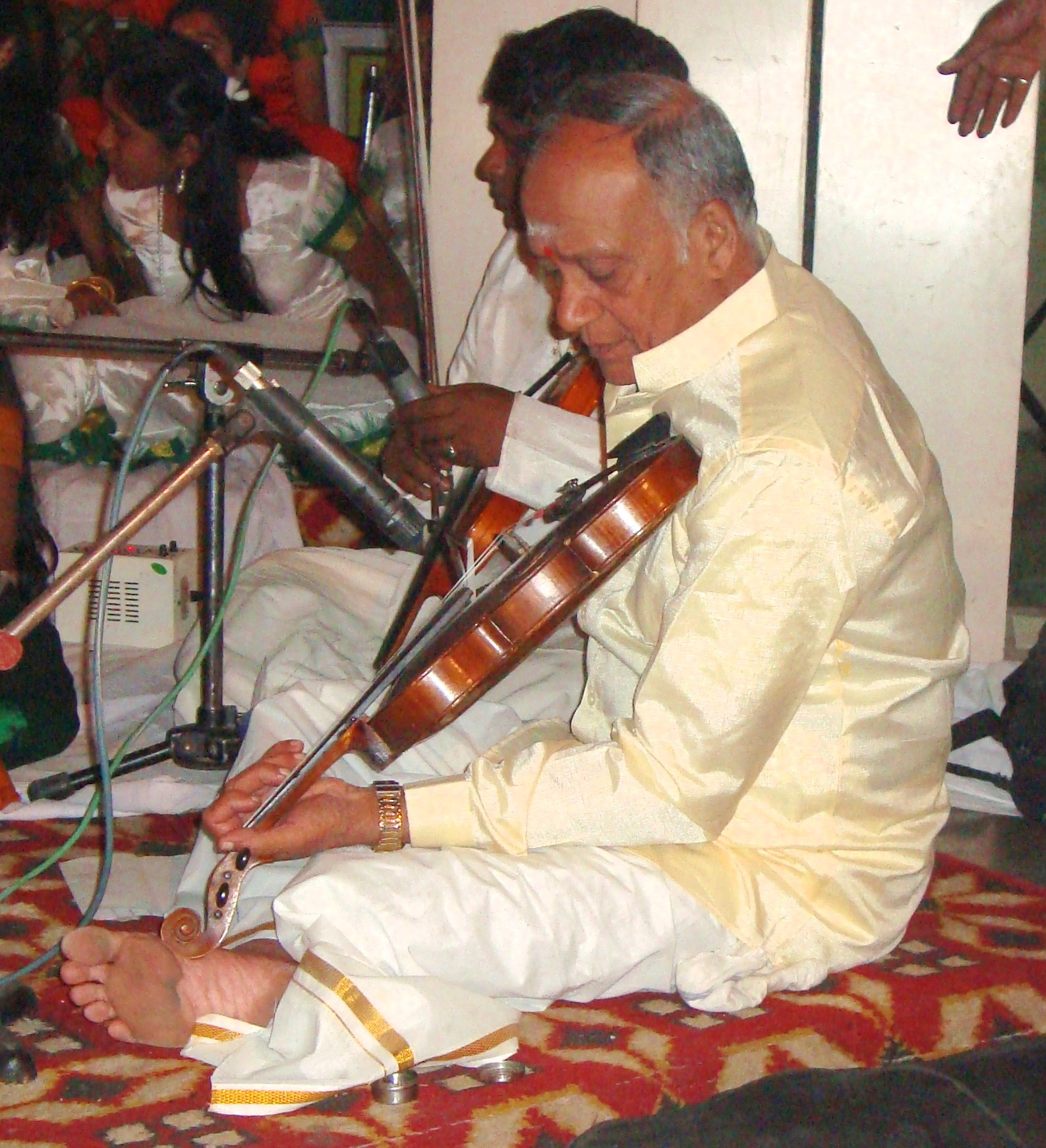
Concerto di musica carnatica

La musica carnatica è lo stile musicale classico usato nell'India meridionale. Il genere è principalmente vocale e saldamente legato alla sfera religiosa, infatti la maggior parte dei testi utilizzati nelle composizioni ha carattere devozionale. Le principali forme vocali del genere sono il krti e il pallavi, nelle quali l'improvvisazione gioca un ruolo di primaria importanza.